# منیتولن شمال‌شرقی
منیتولن شمال‌شرقی (به انگلیسی: Northeastern Manitoulin and the Islands) یک منطقهٔ مسکونی در کانادا است که در انتاریو واقع شده‌است. منیتولن شمال‌شرقی ۲٬۷۰۶ نفر جمعیت دارد.